# Капперонье, Жан
Жан Капперонье (фр. Jean Capperonnier; 1716—1775) — французский филолог, профессор греческого языка в Collège de France, занявший кафедру после своего дяди Клода Капперонье. В 1742 г. занял также должность хранителя Королевской библиотеки.
Основную известность Капперонье-младший снискал качественными публикациями произведений древних авторов: Юлия Цезаря (1754), Плавта (1759), Софокла (1781) и др.